# Mijaurova borylace
Mijaurova borylace, také nazývaná Mijaurova borylační reakce, je organická reakce, při které se tvoří boronáty z vinyl- nebo arylhalogenidů párováním s bis(pinakoláto)diborem v zásaditém prostředí za katalýzy PdCl2(dppf). Vzniklé borylované sloučeniny lze zapojit do Suzukiových reakcí.

## Rozsah
Při Mijaurově borylaci lze jako substráty použít alkylhalogenidy, samotné arylhalogenidy, arylhalogenidy s tetrahydroxydiborem, arylhalogenidy s bis-boronovými kyselinami, aryltrifláty, arylmesyláty, vinylhalogenidy, vinylhalogenidy α,β-nenasycených karbonylových sloučenin a vinyltrifláty.